# Калавера

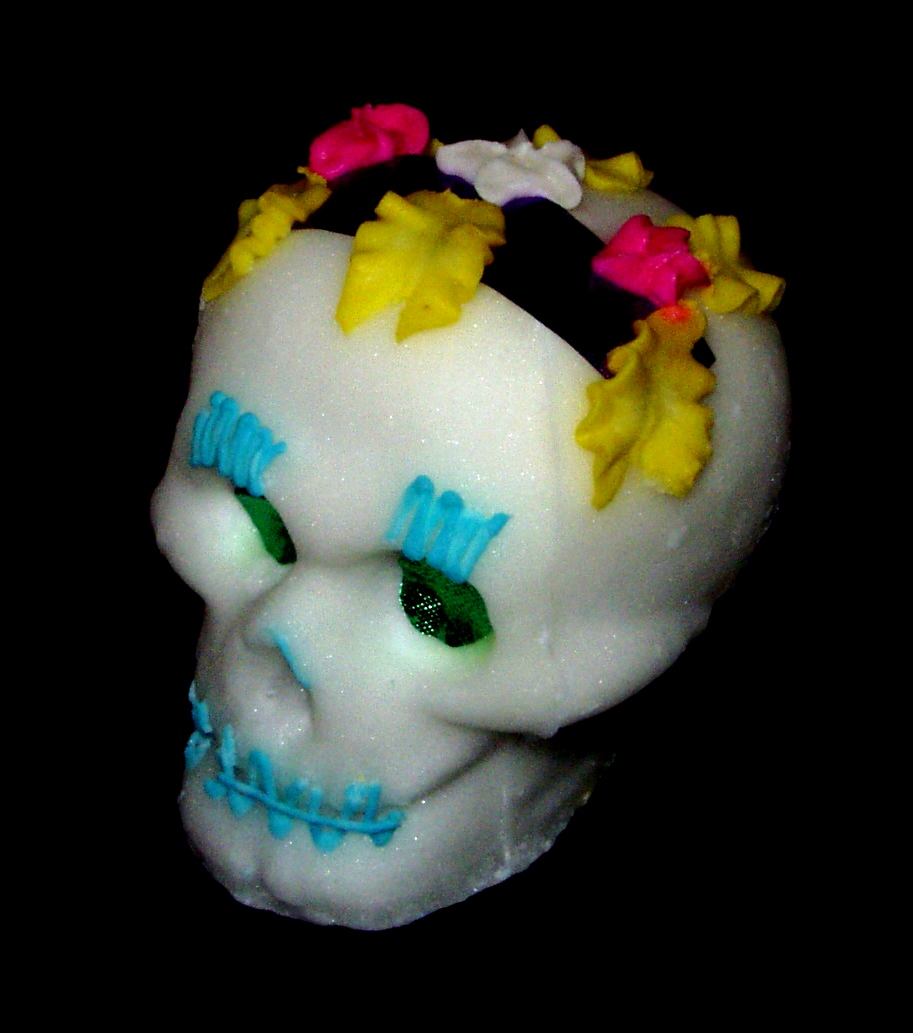
«Сахарная Калавера» — кондитерское изделие в форме черепа, сделанное из сахара, шоколада и амаранта

Калавера (исп. calavera — «череп») — мексиканский символ Дня мертвых. Это слово может означать целый ряд изделий, ассоциированных с праздником.
Сахарные Калавера (calaveras de azúcar) — кондитерское изделие, используемое для украшения алтарей и употребляется в пищу во время празднования.
Калавери — стихи, которые пишут ко Дню мертвых, призванные с юмором рассматривать жизнь и смерть человека.
Калавера также может означать любое художественное изображение черепа, известным примером таких изображений является серия гравюр Хосе Гуадалупе Посада, в частности Калавера Катрина.